# Steven Bastien
Steven „Steve“ Bastien (* 4. März 1994 in Saline, Michigan) ist ein US-amerikanischer Leichtathlet, der sich auf den Zehnkampf spezialisiert hat.

## Sportliche Laufbahn
Steven Bastien wuchs in Michigan auf und studierte von 2014 bis 2017 an der University of Michigan. 2021 nahm er im Zehnkampf an den Olympischen Sommerspielen in Tokio teil und gelangte dort mit 8236 Punkten auf den zehnten Platz. Im Jahr darauf belegte er bei den Hallenweltmeisterschaften in Belgrad mit 6074 Punkten den sechsten Platz im Siebenkampf und im Juli wurde er bei den Weltmeisterschaften in Eugene mit 7939 Punkten 16. im Zehnkampf.
2023 wurde Bastien US-amerikanischer Hallenmeister im Siebenkampf.

## Persönliche Bestleistungen
- Zehnkampf: 8484 Punkte, 20. Juni 2021 in Eugene
  - Siebenkampf (Halle): 6074 Punkte, 19. März 2022 in Belgrad